# Пьетрароя
Пьетрароя (итал. Pietraroja) — коммуна в Италии, располагается в области Кампания, в провинции Беневенто.
Население составляет 641 человек (2008 г.), плотность населения составляет 18 чел./км². Коммуна занимает площадь 36 км². Почтовый индекс — 82030. Телефонный код — 0824.
Покровителем коммуны почитается святитель Николай Мирликийский, празднование 6 декабря.

## Демография
Динамика населения:

## Администрация коммуны
- Официальный сайт: https://web.archive.org/web/20110120070717/http://pietraroja.asmenet.it/